# 杜布拉夫科·希门茨
杜布拉夫科·希门茨（1966年11月2日—），克罗地亚男子水球运动员。他曾代表南斯拉夫、克罗地亚参加1988年、1996年、2000年和2004年夏季奥林匹克运动会水球比赛，获得一枚金牌和一枚银牌。